# Autopista AP-66
Die Autopista AP-66 oder Autopista Ruta de la Plata ist eine Autobahn in Spanien. Die Autobahn beginnt in Campomanes bei Lena und endet in La Virgen del Camino.

## Größere Städte an der Autobahn

Straßenschild der AP-66

- Campomanes bei Lena
- León